# Taylor Jardine
Taylor Kathleen Jardine (Liberty, Nueva York, Estados Unidos; 7 de marzo de 1990), es una cantante estadounidense. Forma parte de la banda de pop punk We Are the In Crowd. En 2016 se dio a conocer su nuevo proyecto SAINTE, en el que trabaja con dos miembros de We Are The In Crowd, Mike Ferri y Cameron Hurley.

## Biografía
Taylor Jardine nació el 7 de marzo de 1990 en Poughkeepsie, Nueva York. A los seis años empezó a tomar clases de violín; posteriormente a la edad de 13 aprende a cantar y tocar la guitarra. Comenzó a realizar presentaciones en vivo tocando el violín acompañando a su padre, que cantaba y tocaba la guitarra en los bares en Florida, posteriormente en pequeños conciertos acústicos como solista o con un amigo con el que formó el dúo "Reggie/Taylor". Tuvo una banda con el nombre Sofmoure, poco antes de entrar a lo que sería su banda actual. 

## We Are the In Crowd
Más tarde entra en contacto con varios amigos con quienes deciden formar una banda en enero de 2009. El nombre original del grupo era 'The In Crowd', pero luego por razones de similitud de nombre con un grupo de reggae de los años 70 fue agregado al nombre 'We Are'. Para dedicarse a tiempo completo a la banda Taylor decide dejar la Universidad después de un semestre. 

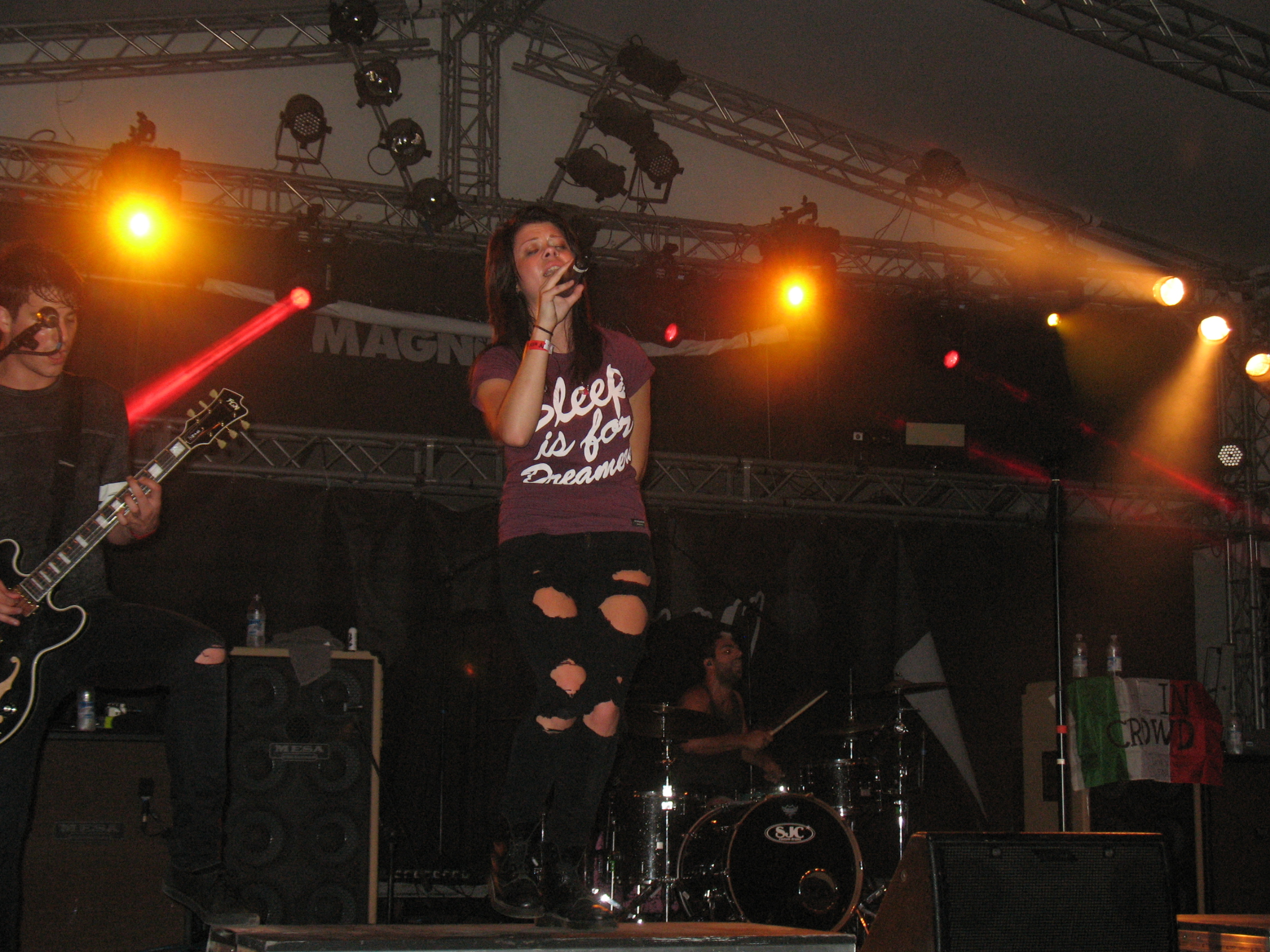
Tay Jardine en un concierto con We Are the In Crowd

La firma con la compañía Hopeless Records llega casi por una casualidad: en abril de 2009 la página de MySpace de la banda es atacada por un hacker, que borró todas las canciones; algunos sitios de música informaron de la noticia, que llega a Hopeless Records donde se dio cuenta de la existencia de la banda y decide firmar un contrato. El primer EP de We Are the In Crowd se lanzó el 8 de junio de 2010 que tiene por título "Guaranteed to Disagree"; luego siguió la publicación del primer álbum de duración completa, "Best Intentions", el 4 de octubre de 2011.

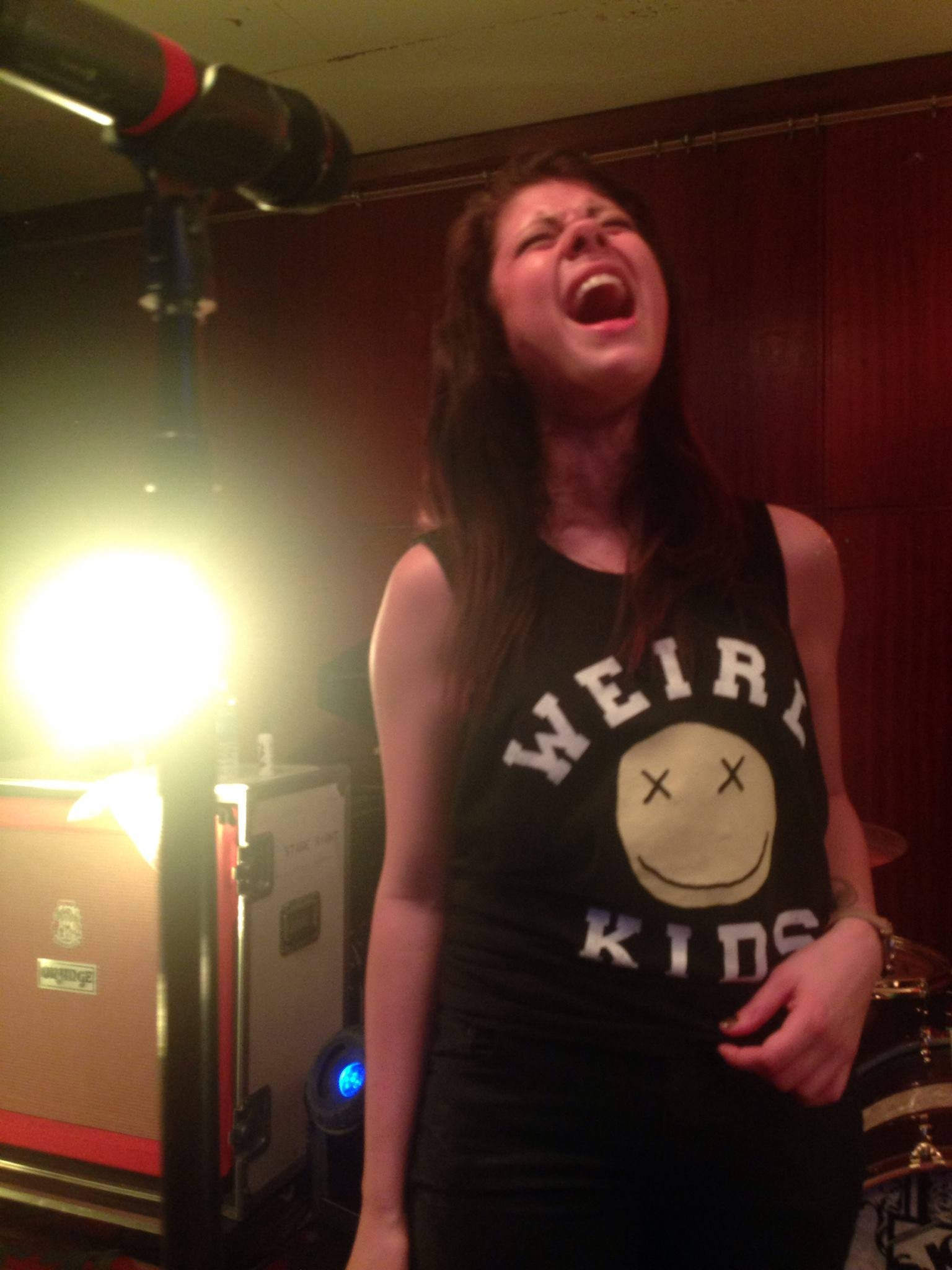
Tay Jardine en 2014.

El álbum debutó en el puesto 122 del Billboard 200. Durante la gira de promoción del álbum, Tay se fractura una pierna y debe participar en conciertos de sesión. En 2012 colaboró con Yellowcard apareciendo como vocalista invitada para las canciones "Here I Am Alive" y "Telescope", en el álbum Southern Air. La segunda entrada para "Here I Am Alive" inicialmente debió ser Patrick Stump de Fall Out Boy quien coescribió el guion, pero debido a problemas con la compañía discográfica se retiró y Yellowcard ha decidido confiar en Taylor, por lo tanto también aparece en el video musical de la canción. A principios de 2013, debido a una fuerte influenza, es forzada a cancelar cinco espectáculos de la banda mientras estaba en gira en los Estados Unidos. En febrero de 2014 We Are the In Crowd publica el álbum Weird Kids.
En febrero de 2016 Taylor anunció un nuevo proyecto musical. La nueva banda incluirá a los miembros de We Are the In Crowd Mike Ferri y Cameron Hurley, Jardine mencionó que la nueva banda sonará más pop que We Are the In Crowd.

## SAINTE
En 2016 se anunció que Taylor, junto a Mike Ferri y Cameron Hurley -también integrantes de We Are The In Crowd- habían estado trabajando en un nuevo proyecto independiente "SAINTE". El 11 de octubre del mismo año fue lanzado el video del primer single "Technicolor" y el 28 de febrero el segundo single "With or Without Me", ambos videos fueron dirigidos por Raul Gonzo.

## Vida privada
Taylor es trilliza y, además, tiene un hermano. Su padre murió en 2003, cuando ella tenía 13 años. Actualmente vive en Nueva York, con su actual esposo Ricky Franke, con quien se casó en 2021. Tiene piercings en la nariz y dos tatuajes; en el antebrazo, y en el pulgar. Se declaró agnóstica. En 2012 por la propagación de rumores sobre una posible relación con Alex Gaskarth de All Time Low, sumada también por el beso entre los dos en el video de "Kiss Me Again", pero se ha demostrado ser noticias infundadas. El 30 de marzo de 2014 lanzó su línea de joyas en colaboración con la cadena Never Take It Off. Taylor es también modelo para la línea de ropa Glamour Kills. Jardine no había reconocido su estado civil hasta que en un pódcast reciente , dijo que ella está soltera durante el Kerrang! Tour 2015.

## Discografía
Con  We Are the In Crowd
- 2011: Best Intentions
- 2014: Weird Kids

Apariciones como vocalista invitada
- 2012: Heroes and Underdogs, «Electric (Heroes and Underdogs)» (en That's My Name, Don't Wear It Out!)
- 2012: Visions, «Reality Check»
- 2012: Yellowcard, «Here I Am Alive» (en Southern Air)
- 2012: Yellowcard, «Telescope» (en Southern Air)
- 2013: Plug In Stereo, «I Hope You Know»